# Sénat du Minnesota
91e législature
Capitole de l'État du Minnesota (Saint-Paul)
Le Sénat du Minnesota est la chambre haute de l'Assemblée générale, législature bicamérale de l'État américain du Minnesota. Il est composé de 67 membres, il s'agit du sénat qui possède le plus de membres dans toutes les législatures d'État. Chaque district du sénat correspond très exactement à deux districts de la chambre des représentants de l'État.
Le Sénat est situé dans le Capitole de l'État du Minnesota à Saint Paul. 

## Système électoral
Le Sénat du Minnesota est composé de 67 sièges pourvus au scrutin uninominal majoritaire à un tour dans autant de circonscriptions que de sièges à pourvoir, selon un calendrier particulier appelé système de mandat 2-4-4. Les sénateurs sont intégralement renouvelés, mais alternent un mandat de deux ans, suivis de deux de quatre ans. Le but est de permettre un redécoupage des circonscriptions après le recensement des États-Unis, qui a lieu tous les dix ans. Le premier mandat de chaque décennie, lors des années terminant en « 0 » est donc toujours celui de deux ans, le Sénat étant renouvelé dans sa totalité les années se terminant par « 0 », « 2 » et « 6 »,.

## Composition actuelle
| Date             | Parti      | Parti        | Parti   | Total |
| Date             | Démocrates | Républicains | Vacants | Total |
| ---------------- | ---------- | ------------ | ------- | ----- |
| Date             |            |              |         | Total |
| 3 janvier 2017   | 33         | 34           | 0       | 67    |
| 15 décembre 2017 | 32         | 34           | 1       | 67    |
| 20 février 2018  | 33         | 34           | 0       | 67    |
| 25 mai 2018      | 33         | 33           | 1       | 66    |
| 8 janvier 2019   | 32         | 34           | 1       | 66    |
| 3 janvier 2023   | 34         | 33           | 0       | 67    |